# Duché de Mecklembourg-Strelitz
Pour les articles homonymes, voir Mecklembourg-Strelitz.
1701–1815
Entités précédentes :
- Duché de Mecklembourg

Entités suivantes :
- Grand-duché de Mecklembourg-Strelitz

Carte du duché de Mecklembourg-Strelitz en 1794.

Le duché de Mecklembourg-Strelitz (en allemand : Herzogtum Mecklenburg-Strelitz) fut un principauté du Saint-Empire romain jusqu'en 1806, puis un membre de la confédération du Rhin. Il naît en 1701, date à laquelle le duché de Mecklembourg fut divisé en deux entités indépendantes  : Mecklembourg-Strelitz et Mecklembourg-Schwerin formant conjointement l'État impérial de Mecklembourg. 
Le duché a existé pendant plus de 100 ans, jusqu'à l'élévation du duc de Mecklembourg-Strelitz au titre de grand-duc régnant à la suite du congrès de Vienne en 1815. Sa capitale fut Neustrelitz, résidence de la maison de Mecklembourg. 

## Histoire

### Création du duché
Le duché est créé le 8 mars 1701 par la transaction de Hambourg (en allemand : Hamburger Vergleich ou Hamburger Erbvergleich), après cinq années de procédure de succession dans la maison de Mecklembourg. Cette mésentente concerna la succession du duché de Mecklembourg-Güstrow dont le dernier représentant, le duc Gustave-Adolphe, décéda sans héritiers masculins en 1695. 
À la signature d'un acte de succession à Hambourg en 1701, deux duchés furent donc créés : Mecklembourg-Schwerin et Mecklembourg-Strelitz. Le duché de Mecklembourg-Strelitz, tel que défini par l'article 2 de la transaction de Hambourg, comprenait deux parties, séparées par le duché de Mecklembourg-Schwerin :
- la partie orientale comprenait :
  - l'ancienne seigneurie de Stargard avec les villes de Neubrandenburg, Friedland, Woldegk, Strelitz, Fürstenberg et Wesenberg ;
  - les commanderies de Mirow et Nemerow ;
- la partie occidentale correspondait à la principauté de Ratzebourg, au sud-est de Lübeck .

Légué au duc Adolphe-Frédéric II de la branche cadette, il fut assigné un rôle mineur au ducs de Mecklembourg-Strelitz. Les deux parties du pays ont partagé un pouvoir législatif, le Landtag, dominé par les sociétés féodales de la noblesse et les cités.

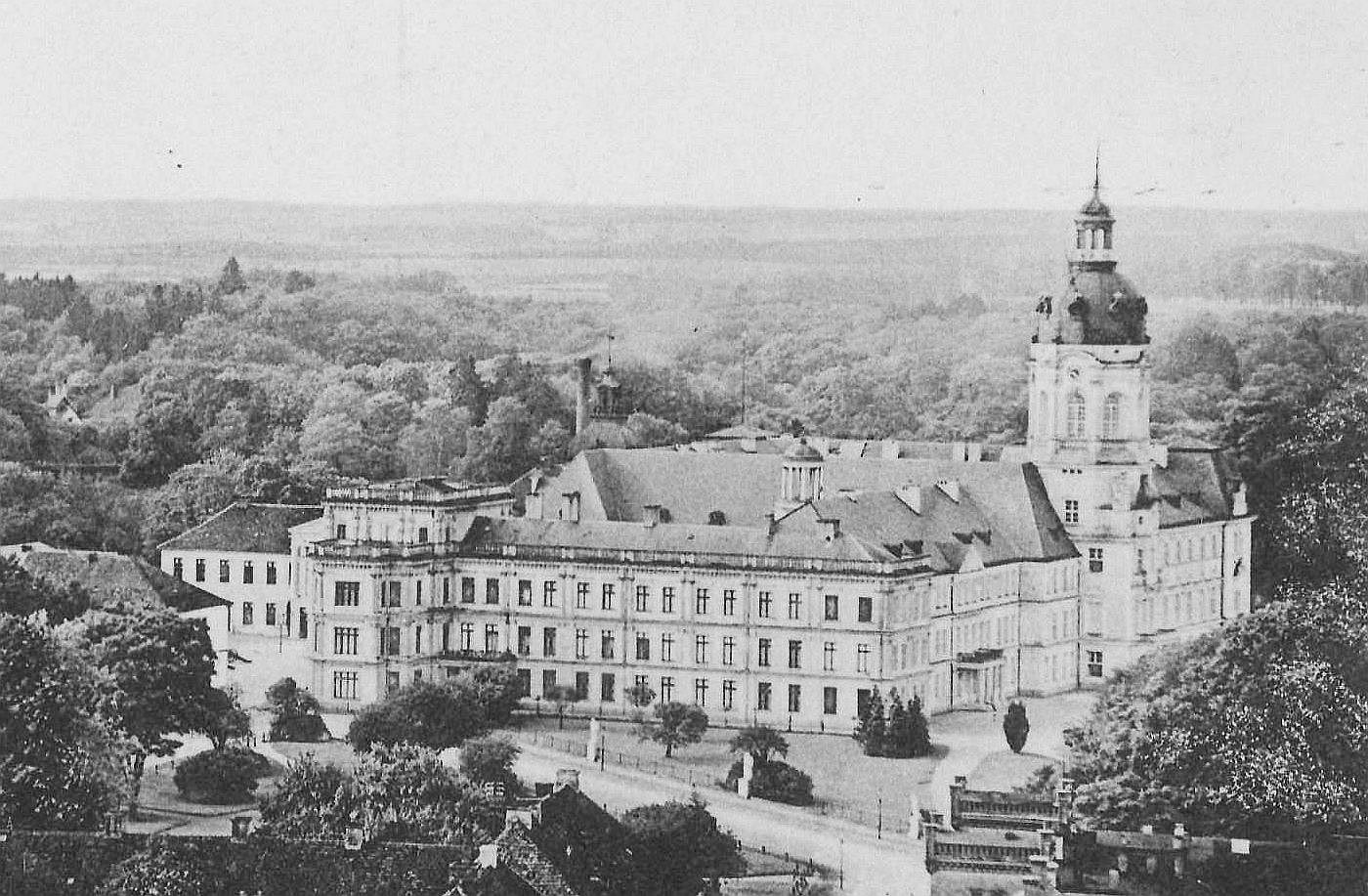
Le château de Neustrelitz, vers l'an 1900.

Après un incendie au château de Strelitz en 1712, le duc Adolphe-Frédéric III et sa famille sont contraints de s'installer dans un pavillon de chasse, autour duquel la ville de Neustrelitz est fondée en 1733. Elle devient la capitale du duché. Un palais dans la plus grande ville de Neubrandenburg servait de résidence d'été. Les ducs de Mecklembourg-Strelitz réalisèrent d'autres châteaux à Hohenzieritz, Mirow, Remplin et Fürstenberg.
En 1748, une dissolution totale des deux duchés de Mecklembourg fut décidée par les deux ducs régnant, sans succès. Depuis 1701, en matière de politique intérieure, les deux duchés mecklembourgeois ont souvent agi d'un commun accord. Après le décès du duc Adolphe-Frédéric III en 1752, son neveu devait garantir les privilèges des sociétés féodales du Landtag pour prendre la succession. En politique extérieure, le duché de Mecklembourg-Strelitz respecta, malgré des objectifs différents, une politique de neutralité. Ce duché ne participa pas à la guerre de Sept Ans (1756-1763).
Par le traité signé à Paris, le 18 février 1808, le duc Charles II accède à la confédération du Rhin. Le 30 mars 1813, le duc régnant dénonce le traité et quitte la confédération mise en place par Napoléon.

## Ducs de Mecklembourg-Strelitz
La lignée de Mecklembourg-Strelitz fut la plus jeune branche de la Maison de Mecklembourg, ses ducs puis grands-ducs régnèrent de 1701 à 1918.
- 1701-1708 : Adolphe-Frédéric II
- 1708-1752 : Adolphe-Frédéric III, son fils
- 1752-1752 : Charles Ier, son neveu
- 1752-1794 : Adolphe-Frédéric IV, son fils
- 1794-1815 : Charles II, son frère, devient grand-duc de Mecklembourg-Strelitz à la suite du congrès de Vienne, jusqu'en 1816

## Titulature
La titulature des ducs de Mecklembourg-Strelitz était identique à celles des ducs de Mecklembourg-Schwerin, à savoir :
« N., von Gottes Gnaden, Herzog zu Mecklenburg,
Fürst zu Wenden, Schwerin und Ratzeburg,
(auch) Graf zu Schwerin,
der Lande Rostock und Stargard Herr »
« N., par la grâce de Dieu, duc en Mecklembourg,
prince en Vandalie, Schwerin et Ratzebourg,
(ainsi que) comte en Schwerin,
seigneur du pays de Rostock et de Stargard »